# اللهجة القبائلية
اللهجة القبائلية، هي لهجة أمازيغية شمالية، يتحدثها سكان منطقة القبائل في شمال الجزائر. يقدر عدد المتحدثين بها بأكثر من 5 ملايين في منطقة القبائل، وبأكثر من 9 ملايين في بقية أنحاء العالم. وهي اللغة الأمازيغية الأولى في الجزائر من حيث عدد المتحدثين، تليها الشاوية.

## تصنيف
القبايلية هي لغة أمازيغية شمالية، ضمن العائلة الأفروآسوية أو اللغات السامية الحامية. يُعتقد أنها قد انفصلت من الأمازيغية البدائية في وقت جدّ مبكر وذلك مباشرة بعد انفصال لغة آزناك.

## توزع
يتحدث سكان ولاية بجاية، البويرة وتيزي وزو في غالبيتهم القبائلية. وهي متواجدة بشكل رئيسي في ولاية بومرداس، وكذلك في برج بوعريريج وسطيف وجيجل.

### لهجات

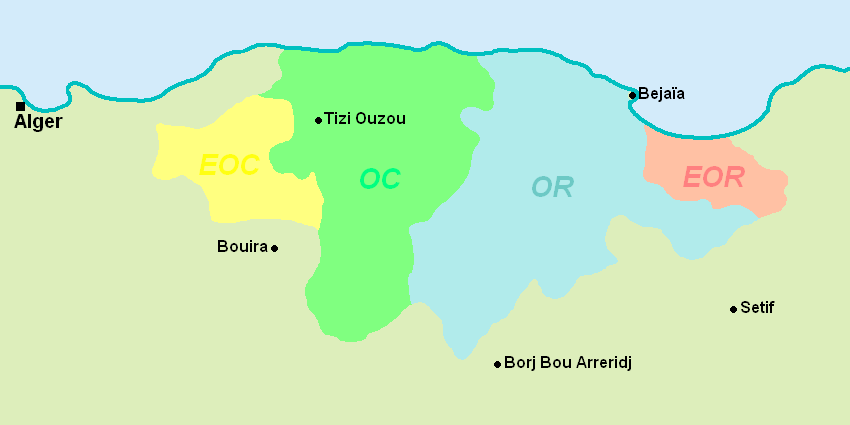
التوزيع الجغرافي لللهجات القبائلية

يتم تحديدها من طرف العديد كلهجتين: «القبائل الكبرى» (الغرب) و«القبائل الصغرى» (الشرق)، لكن الواقع أكثر تعقيدًا من ذلك، فاللهجات القبائلية تشكل سلسلة لهجوية يمكن تقسيمها إلى أربع لهجات رئيسية (من الغرب إلى الشرق):
1. أقصى الغرب: قرى مثل تيزي غنيف وبوغني وذراع الميزان.
2. الغرب: قرى مثل آيت منقلات، آيت ييران، آيت عيسي، آيت يني.
3. الشرق:
  1. غربي الشرق: قرى مثل آيت مليكش.
  2. وسطي الشرق: آيت يعدل، آيت خيار.
  3. شرقي الشرق: قرى مثل آيت سليمان.
4. أقصى الشرق (تعرف أيضا باسم تاسحليت): قرى مثل أوقاس، ملبو، آيت سماعيل. ويعتبر بعض اللغويون هاته اللهجة كلغة مستقلة من القبائلية وليست لهجة تنحدر منها.[6] الوضوح المتبادل مع لهجة أقصى الغرب صعب إلى غائب.

|                          | أقصى الغرب | الغرب      | الشرق      | الشرق      | أقصى الشرق |
| غربي                     | أقصى الغرب | الغرب      | شرقي       |            | أقصى الشرق |
| ------------------------ | ---------- | ---------- | ---------- | ---------- | ---------- |
| تشديد /w/                | تشديد /bʷ/ | تشديد /bʷ/ | تشديد /gʷ/ | تشديد /β/  | محفوظ      |
| استيعاب /n_w/            | تشديد /bʷ/ | تشديد /bʷ/ | تشديد /gʷ/ | تشديد /gʷ/ | محفوظ      |
| تشفيه                    | ✓          | ✓          | ✓          | ✗          | ✗          |
| استيعاب /n_y/            | تشديد /g/  | تشديد /g/  | تشديد /g/  | تشديد /y/  | /y/        |
| الوقف-احتكاكية /ts/,/dz/ | ✓          | ✓          | ✓          | ✗          | ✗          |
| /ḍ/                      | /ḍ/        | /ḍ/        | /ḍ/        | /ṭ/        | /ṭ/        |

|                        | أقصى الغرب | الغرب        | الشرق        | الشرق        | أقصى الشرق | أقصى الشرق |
| غربي                   | أقصى الغرب | الغرب        | شرقي         |              | أوقاس      |            |
| ---------------------- | ---------- | ------------ | ------------ | ------------ | ---------- | ---------- |
| تأطير الفعل بواسطة /n/ | ✓          | ✓            | ✗            | ✗            | ✗          | ✗          |
| ضمائر الملكية (3)      | /nnes/     | /is/, /ines/ | /is/, /ines/ | /is/, /ines/ | /is/       | /is/       |
| Aorist preverb /ad/    | /ad/       | /ad/         | /ad/         | /ad/         | /ad/       | /di/       |

#### الاختلافات المعجمية
باستثناء تاسحليت، فإن الكثير من مفردات اللغة القبائلية مشتركة بين لهجاتها، لكن يوجد بعض الاختلافات، مثال لاختلاف فعل «حَلَمَ» من الغرب إلى الشرق: /bargu/, /argu/, /argu/, /bureg/.

## مثال
نص منقول من MOULIERAS، les fourberies de si Djeh'a.

### كتابة
| Aqerruy n tixsi | اقٱرّوي ن تيخسي |
| --- | --- |
| Yiwen n wass, Ǧeḥḥa yefka-yas baba-s frank, akken ad d-yaɣ aqerruy n tixsi. Yuɣ-it-id, yečča akk aksum-is. Yeqqim-d uceqlal d ilem, yewwi-yas-t-id i baba-s. Ihi, mi t-iwala yenna-yas: "acu-t wa?" yenna-yas: "d aqerruy n tixsi". -A ccmata, anida llan imeẓẓuɣen-is? -Tella d taɛeẓẓugt. -Anida llan wallen-is? -Tella d taderɣalt. -Anida yella yiles-is? -Tella d tagugamt. -I weglim n uqerruy-is, anida yella? -Tella d taferḍast. | ييوٱن ن واسّ، جٱحّا يٱفكا-ياس بابا-س فرانك، اكّٱن اد د-ياغ اقٱرّوي ن تيخسي. يوغ-ئت-ئد، يٱڜّا اكّ اكسوم-ئس. يٱقّيم-د ؤشٱقلال د ئلٱم، يٱوّي-ياس-ت-ئد ئ بابا-س. ئهي، مي ت-ئوالا يٱنّا-ياس: "اشو-ت وا⸮" يٱنّا-ياس: "د اقٱرّوي ن تيخسي". -ا شّماتا، انيدا لّان ئمٱࢲّوغٱن-ئس⸮ -تٱلّا د تاعٱࢲّوڨت. -انيدا لّان والّٱن-ئس⸮ -تٱلّا د تادٱرغالت. -انيدا يٱلّا ييلٱس-ئس⸮ -تٱلّا د تاڨوڨامت. -ئ وٱڨليم ن ؤقٱرّوي-ئس، انيدا يٱلّا⸮ -تٱلّا د تافٱرضاست. |

### نطق
نطق القبائلية يختلف عن كتابتها:
- معظم الانفجاريات تتحول إلى احتكاكيات: /k/ => /ç/، /g/ => /ʝ/، /d/ => /ð/، /b/ => /β/، /t/ => /θ/، /dˤ/ يُنطق دائما /ðˤ/.
- استيعاب بعض الحروف: حرف جر الملكية، تشديد /w/ يصبح /b/ إلخ.

ملاحظة: الكتابة العربية التي تقابل الألفبائية الصوتية الدولية، غير رسمية ومخصصة لهذا المثال: ۥ = /ʷ/، ڥ = /β/، ٱ = /ə/، څ = /ç/، ڠ = /ʝ/.
| ألفبائية صوتية دولية: ‎æqərruj ttiχsi‏ | اقٱرّوي تّيخسي |
| --- | --- |
| jibbʷ_æss, dʒəħħæ jəfkæ-jæs βæβæ-s frank, ækkən æ d-jæʁ æqərruj ttiχsi. juʁ-iθ-id, yətʃtʃæ ækʷ æçsum-is. jəqqim-d uʃəqlæl ð iləm, jəwwi-jæs-θ-id i βæβæ-s. ihi, mi θ-iwælæ jənnæ-jæs: "æʃu-θ wæ?" jənnæ-jæs: "ð æqərruj ttiχsi". -æ ʃʃmætæ, ænidæ llæn iməz̴z̴uʁn-is? -θəllæ ts_aʕəz̴z̴uɡt. -ænidæ llæn wælln-is? -θəllæ ts_æðərʁælθ. -ænidæ jəllæ jils-is? -θəllæ ts_æʝuʝæmθ. -i wəʝlim uqərruj-is, ænidæ jəllæ? -θəllæ ts_æfərðˤast. | ييوبّ ۥ _اسّ، جٱحّا يٱفكا-ياس ڥاڥا-س فرانك، اكّٱن ا د-ياغ اقٱرّوي تّيخسي. يوغ-ئث-ئد، يٱڜّا اكّ ۥ اڅسوم-ئس. يٱقّيم-د ؤشٱقلال ذ ئلٱم، يٱوّي-ياس-ث-ئد ئ ڥاڥا-س. ئهي، مي ث-ئوالا يٱنّا-ياس: "اشو-ث وا⸮" يٱنّا-ياس: "ذ اقٱرّوي تّيخسي". -ا شّماتا، انيدا لّان ئمٱࢲّوغْنْ-ئس⸮ -ثٱلّا تْسْ_اعٱࢲّوڨث. -انيدا لّان والّنْ-ئس⸮ -ثٱلّا تْسْ_اذٱرغالث. -انيدا يٱلّا ييلْس-ئس⸮ -ثٱلّا تْسْ_اڠوڠامث. -ئ وٱڠليم ؤقٱرّوي-ئس، انيدا يٱلّا⸮ -ثلّا تْسْ_افٱرظاسث. |

### ترجمة
ملاحظة: الترجمة الحرفية (كلمة بكلمة) تستعمل الترجمة التالية: تم ترجمة الجسيم المسند «د» بكلمة «إنها»، تم ترجمة جسيم الاتجاه «د» بكلمة «هُنَا». تم ترجمة حرف جر الملكية «ن» بكلمة «الخاص_بـ».
| ترجمة: رأس النعجة | ترجمة (كلمة بكلمة): رأس الخاص_بـ نعجة |
| --- | --- |
| يوما ما، والد جحا أعطاه سنتيماً، كي يشتري رأس نعجة. اشتراها، ثم أكل كل اللحم، بقي منه إلّا جثة فارغة، أحضره إلى والده. لما رآه صرخ "ما هذا؟" أجاب جحا "رأس نعجة". -يا شقي، أين آذانها (النعجة)؟ - كانت صماء. -أين عيونها؟ -كانت عمياء. -أين لسانها؟ -كانت خرساء. -و جلد رأسها، أين هو؟ -كانت صلعاء. | واحد الخاص_بـ يوم، جحا أعطا-له ابي-ه سنتيم، كي سوف هُنَا-يشتري رأس الخاص_بـ نعجة. اشترا-ها-هُنَا، أكل كل لحم-ها. بقي-هُنَا جثة إنها فارغة، أحضر-له-ها-هُنَا إلى ابي-ه. إِذَا، عندما ها-رأى قال-له: "ما هذا؟" قال-له: "رأس الخاص_بـ نعجة". -يا شقي، أين كُنَّ آذان-ها؟ -كانت إنها أصم. -أين كُنَّ عيون-ها؟ -كانت إنها أعمى. -أين كان لسان-ها؟ -كانت إنها خرساء. -و جلد الخاص_بـ رأس-ها، أين كان؟ -كانت إنها أصلع. |

## نطقيات
|       | أمامي | مركزي | خلفي |
| ----- | ----- | ----- | ---- |
| مغلق  | ‎i‏     |       | ‎u‏    |
| مفتوح |       | ‎a‏     |      |

|                        |          | شفتاني | شفتاني | أسناني- شفوي | أسناني | أسناني | لثوي | لثوي  | لثوي- غاري | لثوي- غاري | غاري | غاري  | طبقي | طبقي  | لهوي | لهوي | حلقي | حنجري |
| عادي                   | تشفيه    | عادي   | مبلعم  | أسناني- شفوي | عادي   | مبلعم  | عادي | مبلعم | عادي       | تشفيه      | عادي | تشفيه | عادي | تشفيه |      |      | حلقي | حنجري |
| ---------------------- | -------- | ------ | ------ | ------------ | ------ | ------ | ---- | ----- | ---------- | ---------- | ---- | ----- | ---- | ----- | ---- | ---- | ---- | ----- |
| انفجاري وموقوف احتكاكي | همس      |        |        |              |        | ‎[tˤ]‏   | ‎[ts]‏ |       | ‎[tʃ]‏       |            |      |       |      | ‎[kʷ]‏  | ‎[q]‏  | ‎[qʷ]‏ |      |       |
| انفجاري وموقوف احتكاكي | جهر      |        | ‎[bʷ]‏   |              |        |        | ‎[dz]‏ |       | ‎[dʒ]‏       |            |      |       |      | ‎[ɡʷ]‏  | ‎[ɢ]‏  |      |      |       |
| احتكاكي                | همس      |        |        | ‎[f]‏          | ‎[θ]‏    |        | ‎[s]‏  | ‎[sˤ]‏  | ‎[ʃ]‏        | ‎[ʃˤ]‏       | ‎[ç]‏  | ‎[çᶣ]‏  |      |       | ‎[χ]‏  | ‎[χʷ]‏ | ‎[ħ]‏  | ‎[h]‏   |
| احتكاكي                | جهر      | ‎[β]‏    |        |              | ‎[ð]‏    | ‎[ðˤ]‏   | ‎[z]‏  | ‎[zˤ]‏  | ‎[ʒ]‏        | ‎[ʒˤ]‏       | ‎[ʝ]‏  | ‎[ʝᶣ]‏  |      |       | ‎[ʁ]‏  | ‎[ʁʷ]‏ | ‎[ʕ]‏  |       |
| أنفي                   | أنفي     | ‎[m]‏    |        |              | ‎[n]‏    |        |      |       |            |            |      |       |      |       |      |      |      |       |
| تكراري                 | تكراري   |        |        |              | ‎[r]‏    | ‎[rˤ]‏   |      |       |            |            |      |       |      |       |      |      |      |       |
| شبه صامت               | شبه صامت |        |        |              | ‎[l]‏    | ‎[lˤ]‏   |      |       |            |            | ‎[j]‏  |       |      | ‎[w]‏   |      |      |      |       |